# Wydział Nauk o Edukacji Uniwersytetu w Białymstoku
Wydział Nauk o Edukacji Uniwersytetu w Białymstoku – jeden z 9 wydziałów Uniwersytetu w Białymstoku. Jego siedziba znajduje się przy ul. Świerkowej 20 w Białymstoku. Od 1 października 2019, zarządzeniem Rektora UwB, Wydział Pedagogiki i Psychologii funkcjonuje jako Wydział Nauk o Edukacji.

## Struktura organizacyjna
| Katedra                                           | Kierownik                        |
| ------------------------------------------------- | -------------------------------- |
| Katedra Edukacji Międzykulturowej i Elementarnej  | prof. dr hab. Jerzy Nikitorowicz |
| Katedra Historii i Teorii Wychowania              | prof. dr hab. Elwira Kryńska     |
| Katedra Pedagogiki Porównawczej                   | prof. dr hab. Agata Cudowska     |
| Katedra Pedagogiki Specjalnej i Działań Twórczych | prof. dr hab. Marek Konopczyński |
| Katedra Studiów Społecznych i Edukacyjnych        | prof. dr hab. Mirosław Sobecki   |

## Kierunki studiów
- pedagogika
- polityka społeczna
- praca socjalna

## Poczet dziekanów
- historyczny poczet dziekanów Wydziału Pedagogiki i Psychologii[8]

1. prof. dr hab. Franciszek Januszek (1977–1978)
2. dr hab. Jerzy Niemiec (1978–1981)
3. dr hab. Michał Balicki (1981–1988)
4. dr hab. Wenancjusz Panek (1988–1993)
5. prof. dr hab. Jerzy Nikitorowicz (1993–2005)
6. dr hab. Elwira Kryńska (2005–2012)
7. prof. dr hab. Mirosław Sobecki (2012–2019)

- od 2019 dziekani Wydziału Nauk o Edukacji UwB

1. prof. dr hab. Mirosław Sobecki (2019–2024)
2. dr hab. Alicja Korzeniecka-Bondar (od 2024)

## Historia
W 1968 roku dwa Seminaria nauczycielskie nr I (matematryczno-fizyczne) oraz nr II (humanistyczne) przekształciły się w Wyższą Szkołę Nauczycielską, filię Uniwersytetu Warszawskiego.  W 1997 roku w wyniku ustawy Sejmu uczelnia dołączyła do Uniwersytetu w Białymstoku.

## Władze Wydziału
W kadencji 2024–2028:
| Stanowisko                                           | Imię i nazwisko                   |
| ---------------------------------------------------- | --------------------------------- |
| Dziekan                                              | dr hab. Alicja Korzeniecka-Bondar |
| Prodziekan ds. Nauki i Umiędzynarodowienia           | dr hab. Marta Kowalczuk-Walędziak |
| Prodziekan ds. Promocji i Współpracy ze Środowiskiem | dr Agata Butarewicz-Głowacka      |
| Prodziekan ds. Studenckich i Kształcenia             | dr hab. Krzysztof Sawicki         |

## Dawni wykładowcy
- Jadwiga Bińczycka
- Jolanta Brach-Czaina
- Czesław Dziekanowski
- Andrzej Tadeusz Kijowski